# Sumire Kikuchi
Sumire Kikuchi –en japonés, 菊池純礼, Kikuchi Sumire– (Minamiaiki, 15 de enero de 1996) es una deportista japonesa que compite en patinaje de velocidad sobre hielo.
Ganó una medalla de plata en el Campeonato Mundial de Patinaje de Velocidad sobre Hielo en Distancia Individual de 2023, en la prueba de persecución por equipos. Participó en dos Juegos Olímpicos de Invierno, ocupando el sexto lugar en Pyeongchang 2018 (3000 m) y el octavo en Pekín 2022 (1500 m).

## Palmarés internacional
| Campeonato Mundial en Distancia Individual | Campeonato Mundial en Distancia Individual | Campeonato Mundial en Distancia Individual | Campeonato Mundial en Distancia Individual |
| Año                                        | Lugar                                      | Medalla                                    | Prueba                                     |
| ------------------------------------------ | ------------------------------------------ | ------------------------------------------ | ------------------------------------------ |
| 2023                                       | Heerenveen (Países Bajos)                  | Medalla de plata                           | Persecución por equipos                    |